# 贖銅
贖銅（しょくどう、ぞくどう）は、実刑の代わりに罪相当額の銅を官司へ納入する換刑であり、罰金・財産刑の側面をもつ。日本では養老律令の時代に最初に制定された。

## 概要
律令制で定められた五罪（笞罪・杖罪・徒罪・流罪・死罪）について、銅を納めることで刑罰を免じられた。
- 適用意図として、身分的特権によるもの、老人や子供、障害者などに対する配慮など換刑を意図したものと、過失犯や疑罪（推定有罪）該当者に対する配慮など犯罪の特性に由来する法定刑的な刑罰に分かれている。
- 徴収された贖銅は傷害罪や誣告罪の場合には被害者の家に与えられたが、原則的には国家に帰して贓贖司において獄舎の修理や囚人の衣料・薦席・薬品代などにあてられた（同司廃止後は刑部省が直接行った）。

### 換算率
笞罪は10回につき1斤、杖罪も10回につき1斤（ただし杖の回数は最低60回から最高100回までであるため、実際の支払は6-10斤の間となる）、徒罪（1-3年）の場合には20-60斤（半年増加ごとに10斤増加）、流罪の場合には近流80斤、中流90斤、遠流100斤、死罪の場合には200斤。銅以外でも銭や稲、布など銅に代わり得る物での納付も認められており、986年には銭60文を銅1斤に換算することが定められている。平安時代になると実刑を回避する手段ばかりではなく、銅を請求する事例も増えた。

### 納付期限
判決が出されてより笞罪が30日、杖罪は40日、徒罪は50日、流罪が60日、死罪が80日と差があった。また、官人の場合には官当による換刑を行い、その不足分を贖銅で補わせた。これを当贖（とうしょく/とうぞく）と呼ぶ。更に議請減贖の資格者の親族や七位もしくは勲六等以上の者の父母妻子及び五位以上の者の妾が流罪以上の対象になった場合にも蔭の一種として、贖銅による減刑が行われる場合もあった。これを蔭贖（おんしょく/おんぞく）という。ただし、刑罰によっては蔭贖が認められない場合もあった。反対に贖銅が払えない者も直ちに実刑を受けず、官人であれば位禄・季禄などを差し押さえ、庶民であれば官の労役に従うことで贖銅の代わりとされた。時代が下ると検非違使によって強制的に徴収される事例もあった。

## 贖銅の事例
- 946年、小野道風は右衛門佐であった時に部下が職務を怠り会昌門を開かなかったとして、贖銅2斤を命じられている。
- 1147年、平清盛は祇園闘乱事件がきっかけで、鳥羽法皇より30斤の贖銅を命ぜられている。